# سيلفي الفضاء

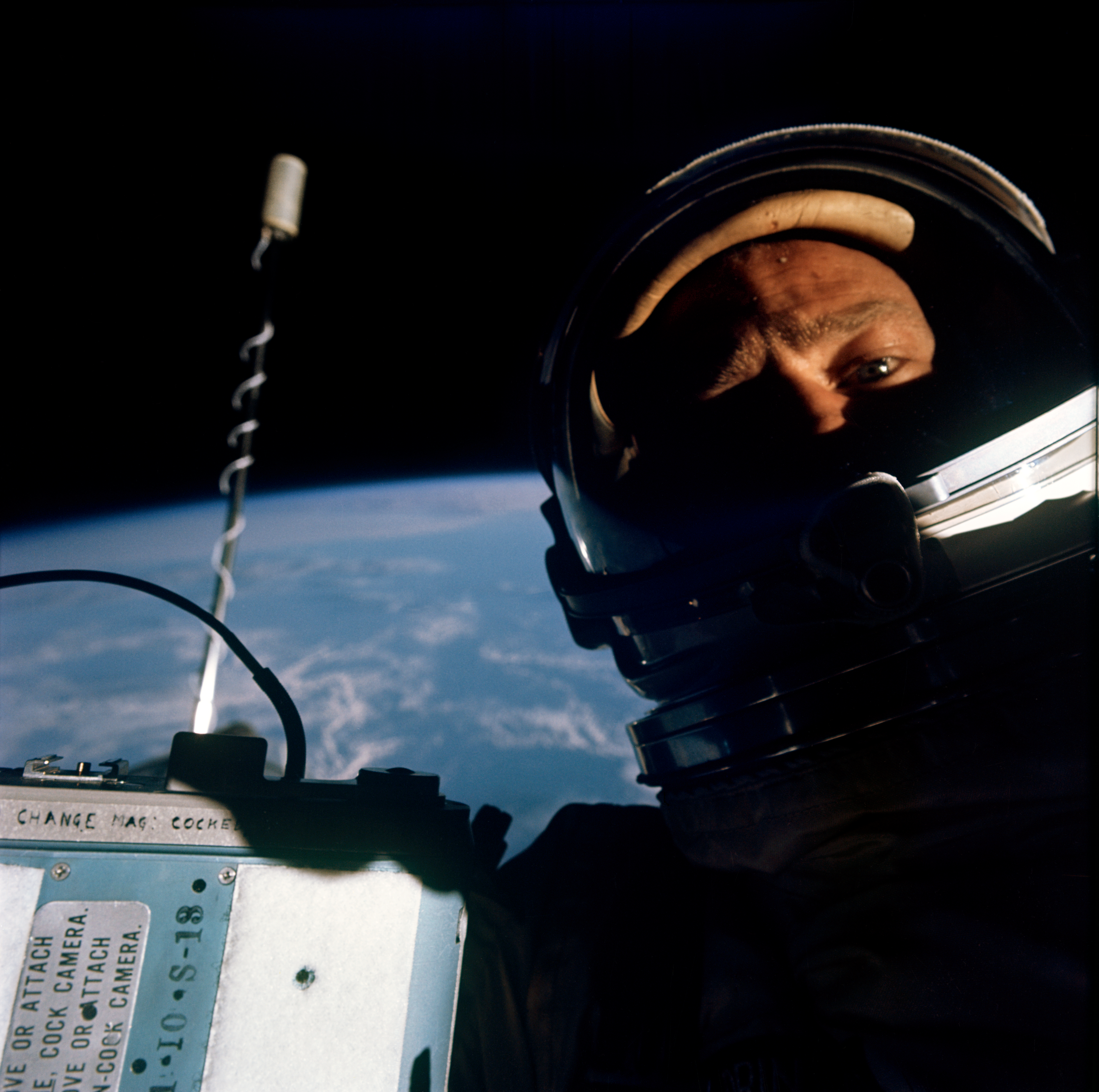
التقط باز ألدرين أول صورة سيلفي في الفضاء عام 1966.

الصورة الذاتية في الفضاء أو سيلفي الفضاء هي صورة ذاتية (صورة شخصية تُنشر عادةً على مواقع التواصل الاجتماعي) يتم التقاطها في الفضاء الخارجي. يتضمن ذلك صور سيلفي تم التقاطها بواسطة رواد الفضاء (تُعرف أيضًا باسم صور شخصية لرواد الفضاء)، وأيضا الصورة التي تلتقطها المركبات (تُعرف أيضًا باسم صور شخصية لروبوتات الفضاء وصور سيلفي للمركبات الجوالة) بالإضافة للصور الملتقطة بطرق غير مباشرة.

## رواد الفضاء

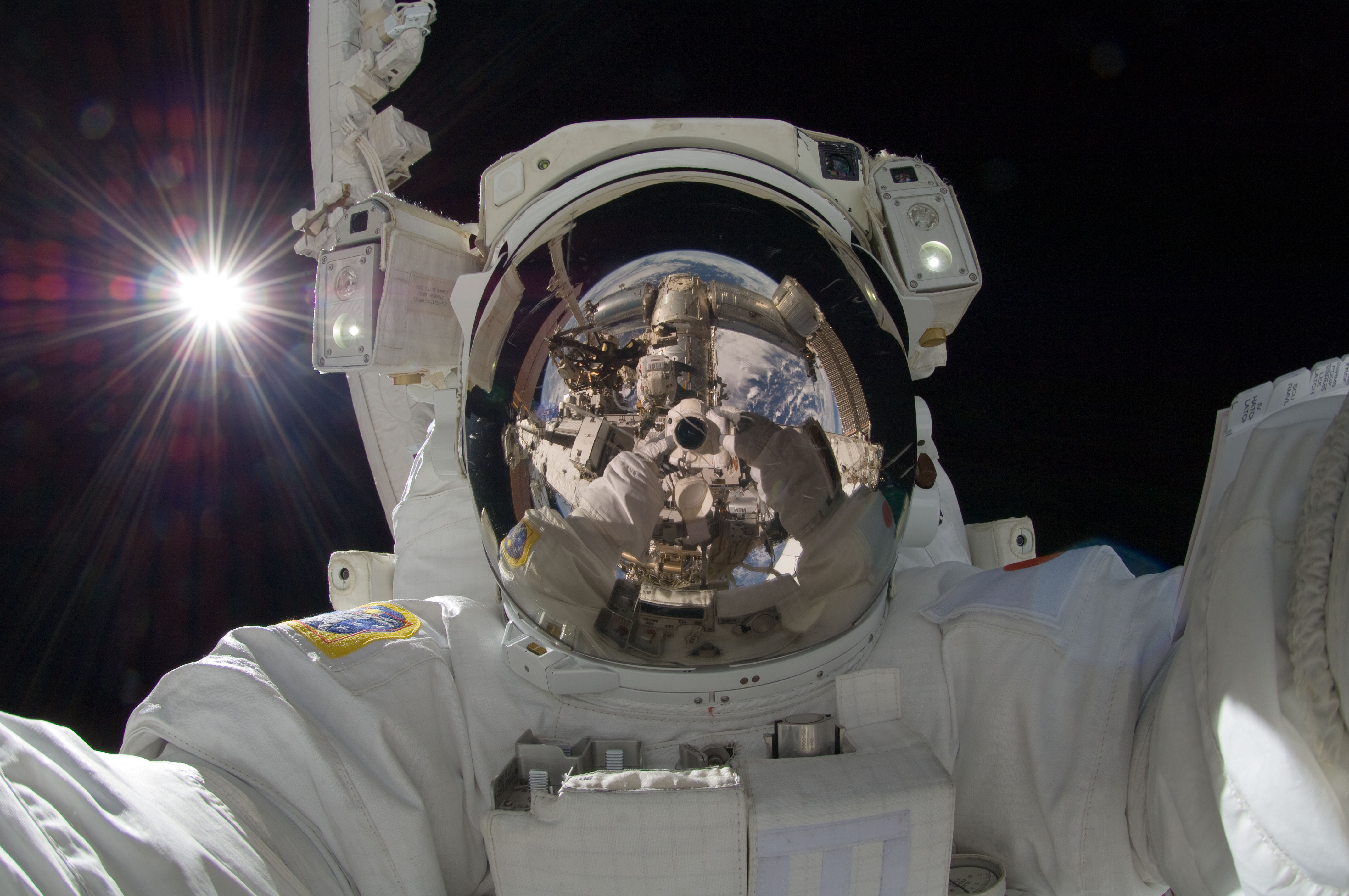
التقط رائد فضاء وكالة استكشاف الفضاء اليابانية أكيهيكو هوشيد صورة سيلفي في الفضاء في سبتمبر 2012

التقط بز ألدرن أول صورة سيلفي معروفة في الفضاء (خلال الأنشطة خارج المركبة - تم التقاط صورة سابقة داخل الكبسولة على جمناي 10 بواسطة مايكل كولينز) خلال مهمة جمناي 12.
تحتوي معدات أنشطة خارج المركبة التي يستخدمها رواد الفضاء أثناء السير في الفضاء على كاميرا مصممة خصيصًا للتصوير في الفضاء الخارجي. الغرض الرئيسي من كاميرا الأنشطة الخارجية هو التقاط صور للموضوعات المتعلقة بالمهمات.
كان هناك العديد من صور السيلفي في الفضاء، بعضها استخدم قناع خوذة رائد فضاء آخر كمرآة. كما استخدمت صور سيلفي الفضاء لأول مرة مع كلمة "سيلفي" عام 2002 دون مساعدة من رائد فضاء آخر من طرف كل من دونالد بيتيت وستيفن روبنسون. التقط بيتيت واحدة خلال البعثة في 6 يناير 2003. والتقط روبنسون أخرى أثناء عمله على إصلاح مكوك الفضاء ديسكفري في 3 أغسطس 2005، كجزء من مهمة STS-114.
التقط رائد الفضاء الياباني أكيهيكو هوشيد صورة سيلفي أخرى في الفضاء وكانت بارزة، وكان ذلك خلال مهمة خارجية (خارج المركبة) استمرت لمدة ست ساعات و28 دقيقة في 5 سبتمبر 2012. أصبحت صورة هوشيدي ظاهرة فيروسية [الإنجليزية] بعد أن قام القائد كريس هادفيلد بتحميل الصورة على حسابه على تويتر في 30 سبتمبر 2013. وبالصدفة أعلنت مطبعة جامعة أكسفورد، ناشر قاموس أوكسفورد الإنجليزي، في نوفمبر 2013 أن كلمة "سيلفي" كانت كلمة العام لعام 2013. وتصدرت الصورة العديد من قوائم الصور الشخصية لهذه السنة. ظهرت صورة سيلفي أخرى لهوشيد في الفضاء على إنستغرام ووضعت على قائمة أفضل صور السيلفي لعام 2013.

## المركبات
يعود تاريخ صور سيلفي الفضاء الملتقطة بواسطة المركبات إلى عام 1976 عندما التقط المسبار التابع لمهمة فايكينغ 2 صورة سطحه بعد هبوطه على سطح المريخ؛ ومع ذلك، لم تعتبرها شركة ديسكفري كوميونيكيشنز صورة سيلفي حقيقية في قائمتها لأفضل 10 صور شخصية لروبوتات فضائية.
في عام 1989، التقطت المركبة الفضائية جاليليو صورة سيلفي باستخدام مقياس مطياف رسم الخرائط بالأشعة تحت الحمراء القريبة (NIMS). تم التقاط الصورة من أجل الفصل في مسألة كيف أن أجزاء من المركبة الفضائية ستعيق رؤية الجهاز. كانت الصورة الناتجة مشوشة ومشوهة بسبب دوران جاليليو.
تم اتباع نهج غير عادي في عام 2010 من قبل مركبة إيكاروس الفضائية، الذي أطلقتها وكالة استكشاف الفضاء اليابانية (JAXA). وتضمنت كاميرتين لاسلكيتين أطلقتا من المركبة الفضائية لغرض وحيد هو التقاط صور ذاتية في الفضاء "بدون استخدام الأدرع". نشرت مدونة حول الصور عام 2010 وتم نشر الرابط على تويتر في عام 2013.

### أوربيتال اكسبرس

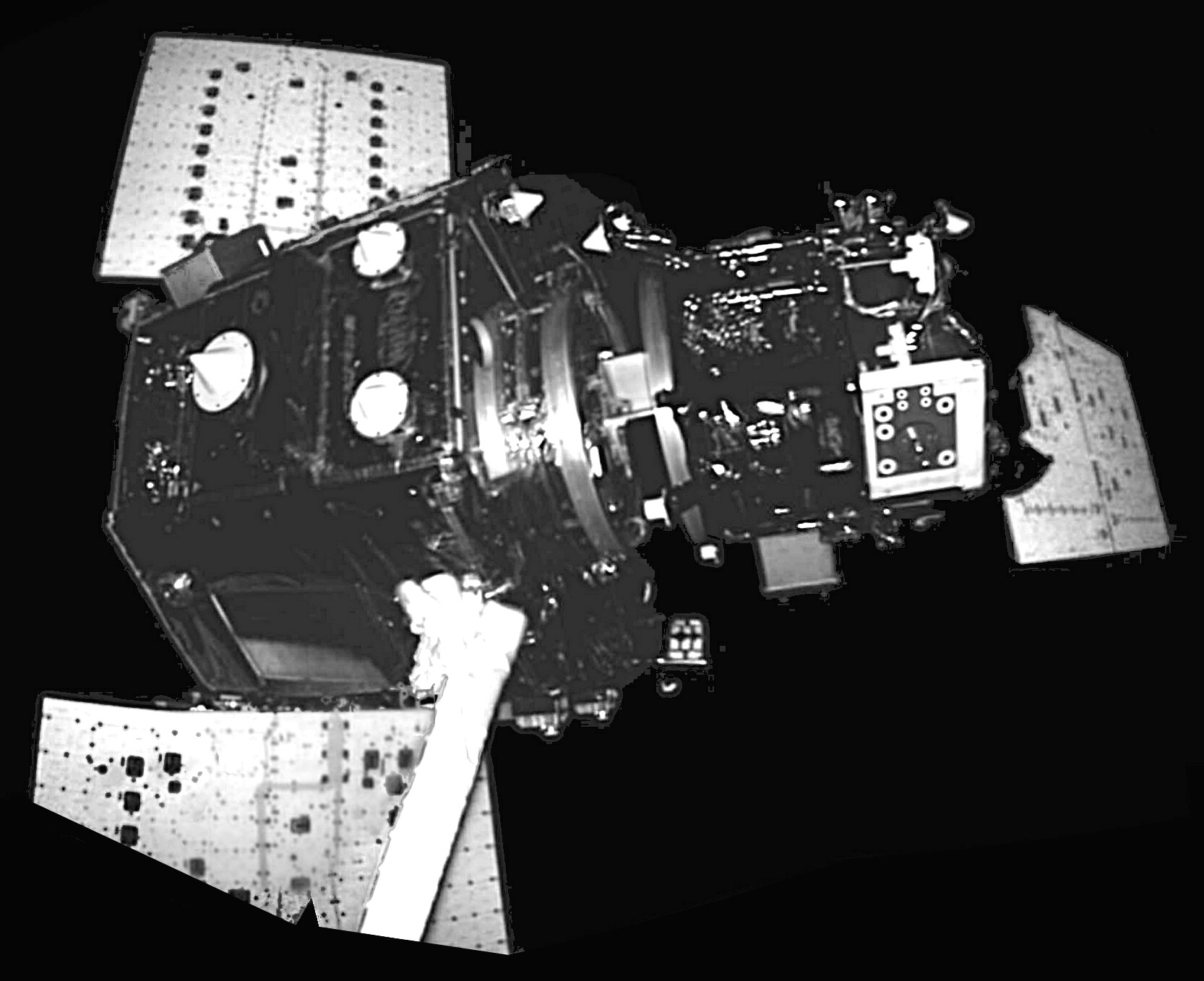
أول صورة سيلفي لروبوت مستقل في الفضاء لمركبة الفضاء أوربيتال اكسبرس

في 22 يونيو 2007، التقطت مركبة الفضاء أوربيتال اكسبرس التابعة لوكالة مشاريع البحوث المتطورة الدفاعية (DARPA) ما اعتبر أول سيلفي في الفضاء بواسطة روبوت مستقل. تم التقاط صورة السيلفي قرب نهاية المهمة في 22 يوليو 2007، وكان الهدف منها التقاط صورة عائلية للمركبتين الفضائيتين في تكوين متزاوج. تُظهر الصورة الشخصية القمر الصناعي أسترو "الخدمة" على اليسار، والقمر الصناعي نيكستسات "العميل" على اليمين. يمكن رؤية ذراع الروبوت المستخدم في التقاط الصورة الشخصية باللون الأبيض أسفل الإطار. تتميز الصورة بجودة مظلمة وعالية التباين بسبب استخدام الكاميرا المثبتة على الذراع، وهي غير مخصصة للتصوير العام، ولكنها تسمح بتتبع نيكستسات والحصول عليه بشكل مستقل.

### كيوريوسيتي روفر

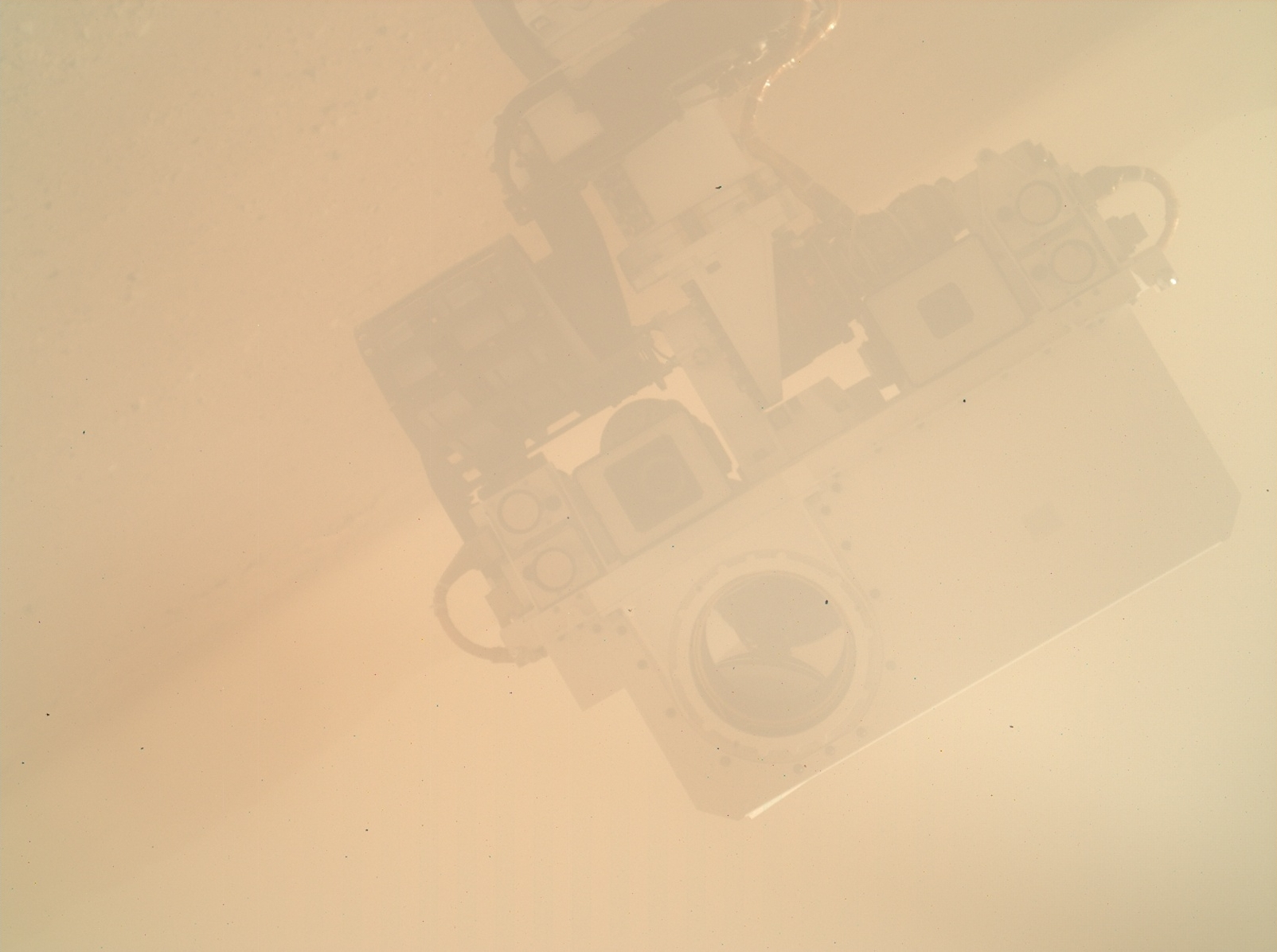
الصورة الأولية لأول صورة سيلفي الفضاء تم التقاطها بواسطة مركبة كيوريوسيتي الجوالة

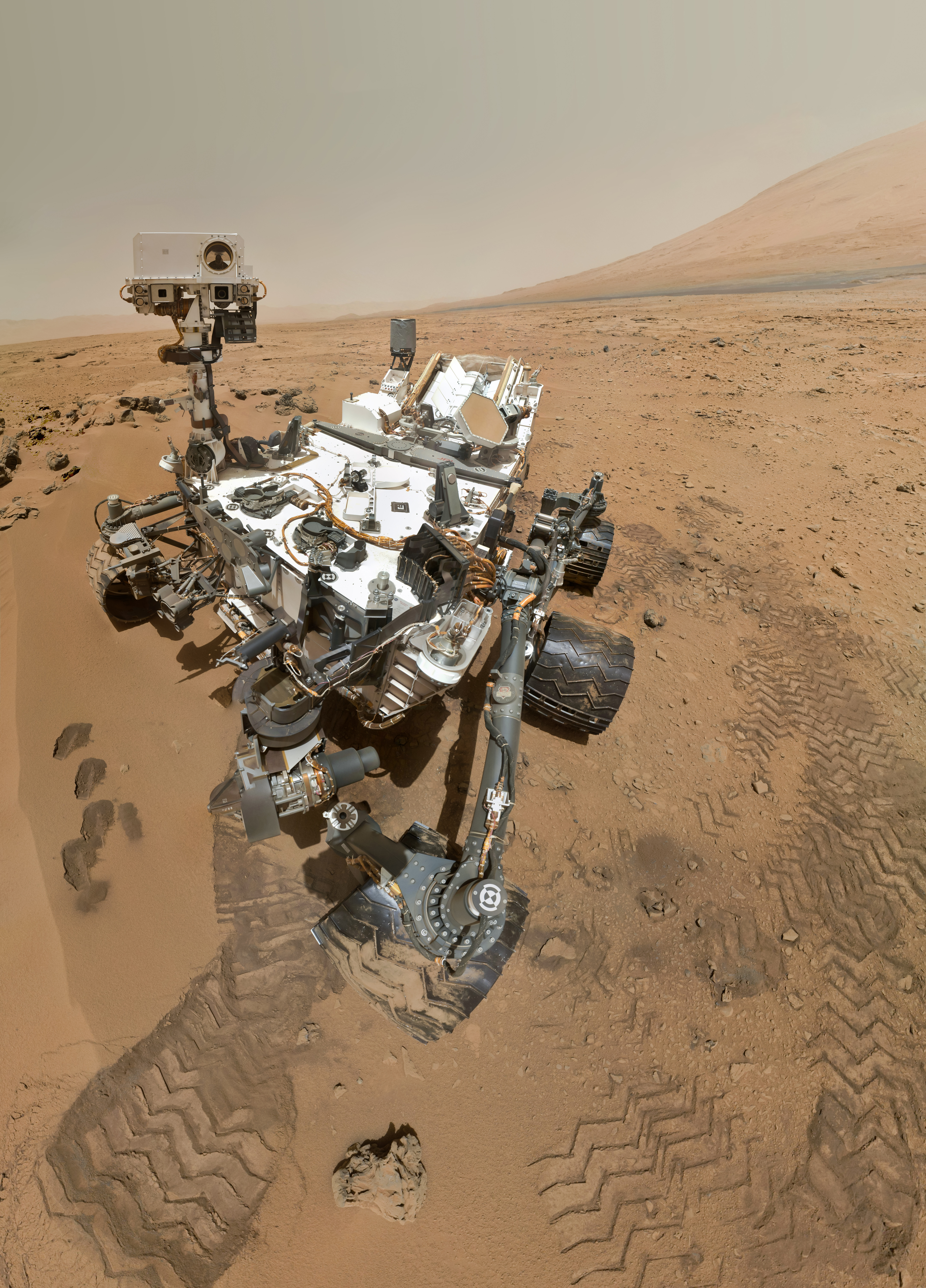
صورة سيلفي كيوريوسيتي روفر

تم تجهيز مركبة كيوريوسيتي، التي هبطت على سطح المريخ في عام 2012، بكاميرا عدسة المريخ اليدوية (MAHLI). يمكنها المناورة بذراعها الآلية وتحويل الكاميرا المرفقة لالتقاط صور ذاتية. وصفت ديسكفري نيوز المناورة بأنها طريقة لالتقاط صورة ذاتية أصلية حقًا ومنحتها لقب ملك السيلفي في عام 2013.
التقط المسبار كيوريوسيتي أول صورة ذاتية للفضاء على كوكب آخر في 7 سبتمبر 2012 بناءً على التوقيت المحلي في مختبر الدفع النفاث، قاعدة العمليات في باسادينا. تم التقاطها أثناء إغلاق غطاء الغبار الشفاف للعدسة مما أعطى صورة ضبابية. تم تعديل الصورة بشكل طفيف ونشرت على صفحة المركبة على فيسبوك في 8 سبتمبر 2012 مع الرسالة:
في 19 تشرين الثاني (نوفمبر) 2013، بعد يوم واحد من إعلان جامعة أكسفورد أن كلمة "سيلفي" هي كلمة العام، نشر حساب مارس كيوريوسيتي على تويتر صورة سيلفي له في الفضاء.

### أبورتيونيتي روفر

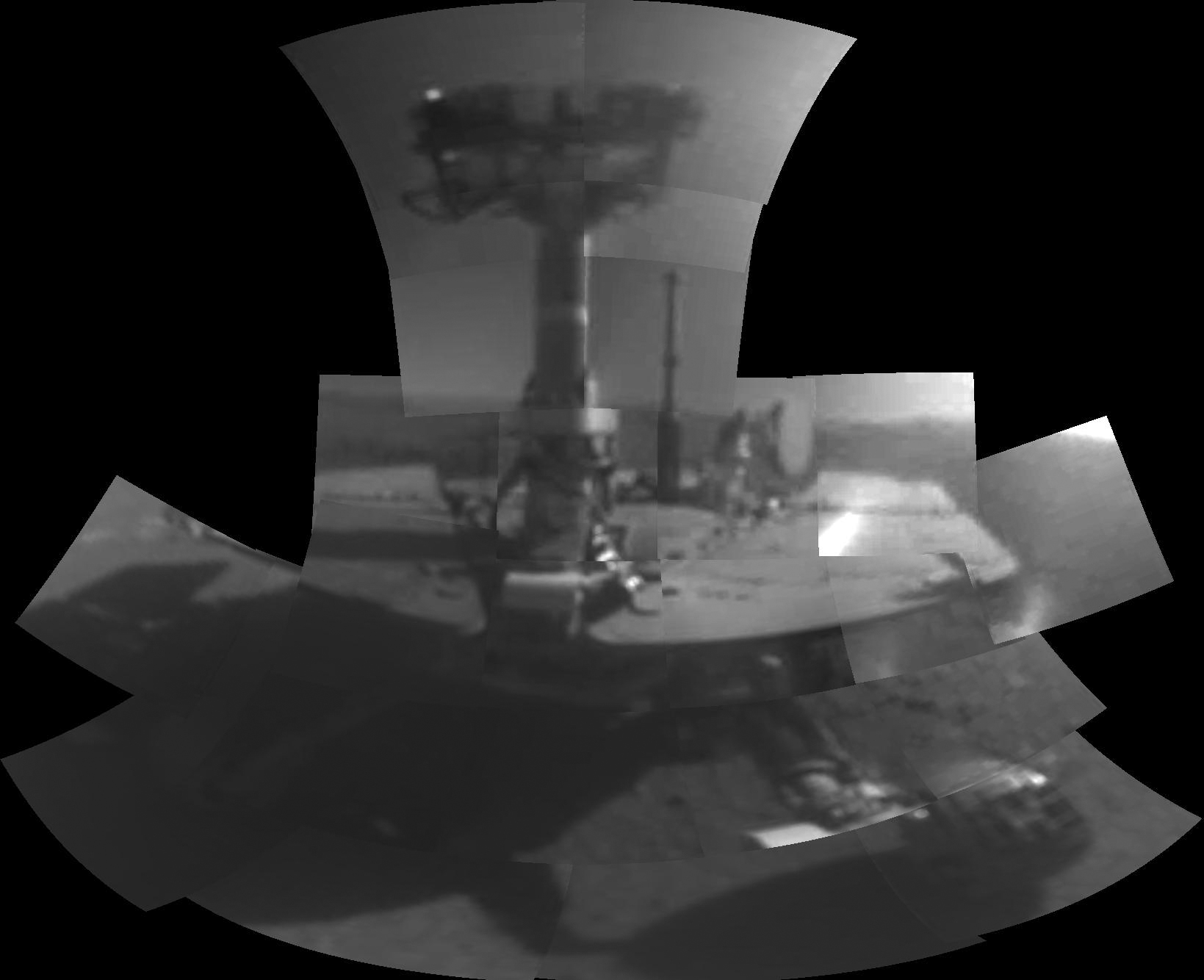
صورة سيلفي الفضاء لمركبة أبورتيونيتي

في فبراير 2018، استخدمت المركبة الفضائية أوبورتيونيتي مصورها الميكروسكوب مير لالتقاط صورة سيلفي بمناسبة 5000 يوم مريخي على المريخ. يتميز مصور مير المجهري بتركيز ثابت ومجال رؤية ضيق إلى حد ما مما يؤدي إلى أن الصورة الذاتية يجب أن تتكون من سلسلة من اللقطات المدمجة خارج نطاق التركيز. من أجل تقليل كمية البيانات التي يجب نقلها، تم تصغير حجم الصور وضغطها قبل إرسالها من العربة الجوالة. كانت هذه هي المرة الأولى التي يتم فيها تصغير الصور من جهاز التصوير المجهري مير بواسطة العربة الجوالة.

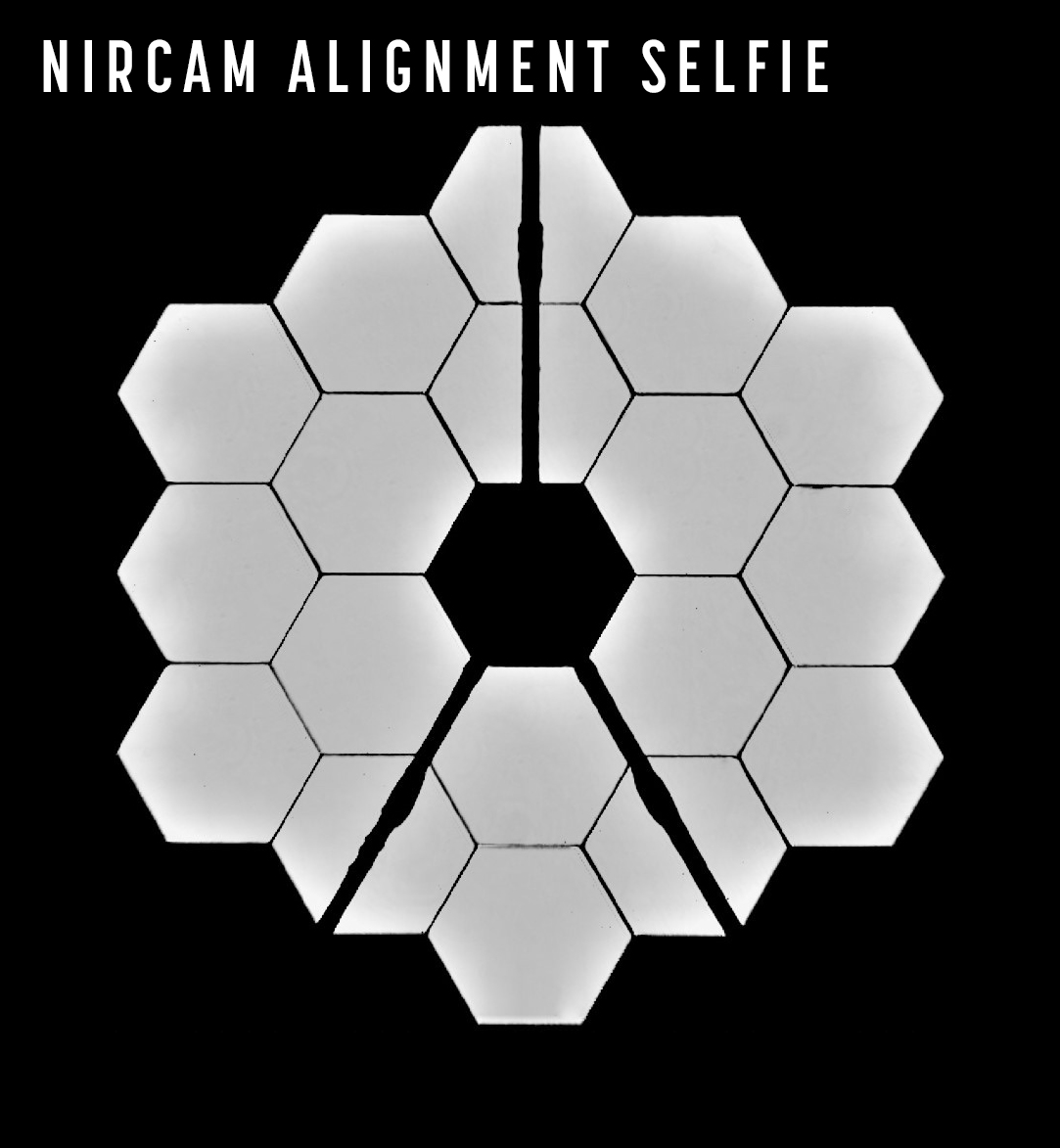
انعكست 18 مرآة أساسية لمقراب جيمس ويب الفضائي في المرآة الثانوية

## طرق غير مباشرة
خلال فترة وجيزة، قدمت طريقة بديلة على النحو المتاح يمكن من خلالها لأي شخص، دون أن يكون في الفضاء الخارجي، التقاط صور سيلفي في الفضاء بشكل غير مباشر. تم الترويج لهذا الطريقة كجزء من جهود التمويل الجماعي لمهمة شركة بلانيتري ريسورسيز (ARKYD). كانت طريقة الشركة "سيلفي الفضاء" ستسمح للمانحين بتحميل صورهم الخاصة إلى التلسكوب الذي يدور حول الأرض؛ حيث كان من المفترض أن يحتوي التلسكوب على ذراع آلية مزودة بكاميرا وشاشة صغيرة لعرض الصورة على سطح واحد مع التلسكوب، وكانت الصورة التي تظهر على الشاشة لصاحب الصورة مرئية للجزء السفلي من الكاميرا (مع الأرض كخلفية) مما يسمح بالتقاط سيلفي في الفضاء.
تم إطلاق خدمة مماثلة في عام 2014 من قبل شركة سبيس بوث البلجيكية الناشئة. حيث يعرض القمر الصناعي التابع لسبيس بوث الصور التي تم تحميلها أمام نافذة شفافة ثم يلتقط صورة للإسقاط مع وجود مساحة في الخلفية. سيتم بعد ذلك إرسال صورة سيلفي الفضاء إلى الأرض.
في نوفمبر 2019، تم إطلاق "سبيلفي" (بالإنجليزية: Spelfie)‏، صورة سيلفي من الفضاء، للسماح للمستخدمين بالتقاط صورة شخصية في الوقت المحدد الذي تلتقط فيه كاميرا القمر الصناعي موقعهم من الفضاء.
ينقر مستخدمو التطبيق على الحدث الذي يحضرونه، وبعد ذلك، بمجرد وصولهم إلى المكان، يوفر التطبيق إحداثيات حتى يعرف المستخدم بدقة مكان وضع نفسه وفي أي وقت. ثم يلتقطون صورة لأنفسهم في اللحظة التي يلتقط فيها القمر الصناعي صورتهم، وفي وقت لاحق من نفس اليوم يرسل التطبيق صورة القمر الصناعي جنبًا إلى جنب مع صور السيلفي.
كما تم عرض الأداة، التي تستخدم أقمار إيرباص الصناعية، كجزء من فيلم وثائقي لهيئة الإذاعة البريطانية (بي بي سي) يظهر قرية من الناس تهجئ الكلمات "تحرك الآن" على أحد الشواطئ في بالي، مع التقاط الصورة بالكاميرا من الفضاء.
يستهدف سبيلفي في المقام الأول الأشخاص الذين يحضرون الأحداث الرياضية والثقافية الكبرى، ولكن في المرحلة الثانية من التطوير، سوف يمتد التطبيق إلى ما هو أبعد من أحداث معينة ويسمح للمستخدمين بإعطاء موقع محدد في أي مكان في العالم، ويتم تنبيههم إذا كان القمر الصناعي سوف يمر فوقهم.